# 강태무
강태무(姜太武, 1925년 3월 15일 ~ 2007년 6월 17일)는 조선민주주의인민공화국의 군인이자 정치인이다. 대한민국 국군 장교였으나 한국 전쟁 발발 직전해에 휘하 병력을 이끌고 월북하였다.

## 생애
1925년 경상남도 고성군 영현면 봉발리에서 출생하여, 경상남도 진주로 이사하여서 살았다. 도쿄 릿쿄 대학을 졸업했다. 강태무의 친형 강태열은 공산주의 운동가로 후에 남로당의 간부가 되었다가 월북하였다. 강태열은 1945년 제2차 세계대전 종전 이후 독립운동가 김창숙에게 동생을 소개하고 김구의 추천장을 받아 조선경비사관학교 2기생으로 입교시켰다. 강태무는 표무원과 친구로 이들은 모두 8연대장을 거쳐 간 좌익 장교 최남근과 오일균하고 관련돼 있어 김창룡 소령의 숙군 조사반의 조사 선상에 떠오르게 되었다.
김창룡은 표무원·강태무의 구속을 건의했었다. 그러나 당시 이응준 참모총장은 그들이 공산당에 가입한 사실이 없고 38선 경비를 맡은 부대 책임자인 만큼 교육 중인 8기생들이 임관, 배치된 다음에 조사하라고 보류시켰다.
1949년 5월 4일 강원도 홍천에 주둔하던 육군 제8연대 제2대대장 소령 강태무는 휘하의 대대 병력에 연대의 작전명령이라면서 조선인민군을 공격할 것이라고 속인 다음 삼팔선 이북 강원도 인제 현리로 출진하였다. 이후 내통한 조선인민군에 포위되자 자진 투항함으로써 월북하였다. 그러나 8중대장 김인식과 5, 7중대 몇몇 병력이 항전하여 포위망을 뚫고 귀환하여 대대 병력 3백여 명 중 143명이 생환하고 150명이 투항, 월북하였다.
1949년 5월 5일 월북한 표무원과 함께 '의거 월북의 영웅'으로 환영받고 평양 학원에서 재교육을 받았다. 한국 전쟁에선 제766연대 제200대대장. 후에 제104치안 연대장으로 마산 방면에 진출했다. 1951년 포로수용소에 강사로 파견되어 국군 포로의 사상 교육을 실시했다.  1952년 국군 포로 출신들로 구성된 조선인민군 제22여단(여단장 송호성(宋虎聲))에서 대대장을 맡았다.
이후 부사단장으로 전쟁에 참여했으며 한국 전쟁 휴전 직후에는 28세로 소장으로 승진하였다.
1977년 양강도 행정위원회(인민위원회) 부위원장을 역임하였고, 1996년부터 조국해방전쟁승리기념관 강사로 활동하였다.
김일성훈장과 조국통일상을 받았다. 75세 생일과 80세 생일 때에는 김정일로부터 생일상을 받기도 하였다.
조선중앙TV에서 방영된 팔순 생일잔치 영상에서 조선인민군 육군 중장의 모습으로 출연했다.